# Список керівників держав 970 року
Список керівників держав 969 року — 970 рік — Список керівників держав 971 року — Список керівників держав за роками

## Європа

### Британські острови
- Шотландія:
  - Альба (королівство) — Куїлен, король (967–971)
- Англія — Едгар Мирний, король (959–975)
- Уельс:
  - Гвент — Ноуї ап Гуріад, король (955–970)
  - Дехейбарт — Оуен ап Хівел, король (950–987)
  - Гвінед — Яго ап Ідвал, король (950–979)
  - Глівісінг — Морган ап Оуен, король (930–974)

### Північна Європа
- Данія — Гаральд I Синьозубий, король (958–985/986)
- Ірландія — Домналл Ва Нейлл, верховний король (956–980)
- Норвегія — Гаральд II «Сірий плащ», король (961 — 970); Гаральд I Синьозубий (970–986); Гакон Могутній, ярл (970–995)
- Швеція — Емунд II Ерікссон, король (950–970); Улоф II Бйорнссон, король (970–975) і Ерік VI Переможець, король (970-995)

### Західне Франкське королівство—Лотар, король (954–986)
- Аквітанське герцогство — Ґійом IV Залізнорукий, герцог (963–995)
- Ангулемське графство — Ранульф I, граф (962–975)
- Гасконське герцогство — Ґійом II Санше, герцог (961–996)
- Готія — Раймунд III, маркіз, граф Руерга (бл. 961–1008)
- Ампуріас — Госфред I, граф (931–991)
- Барселонське графство — Боррель II, граф (947–992)
- Руссільйонське графство — Госфред I, граф (931–991)
- Каркассон — Роже I, граф (бл. 957 — бл. 1012)
- Тулуза — Раймунд IV, маркграф (961–978)
- Руерг — Раймунд III, граф (бл. 961–1008)
- Нант — Хоель I, граф (958–981)
- Нейстрійська марка — Гуго Капет, маркіз (956–987)
- Нормандське герцогство — Річард I Безстрашний, герцог (943–996)
- Труа і Мо — Герберт II де Вермандуа, граф (966–995)
- Шалон — Ламберт, граф (956–979)
- Фландрське графство — Арнульф II, граф (965–987)

### Священна Римська імперія—Оттон I Великий, імператор (936–973)
- Баварське герцогство — Генріх II Норовливий, герцог (955–976, 985–995)
- Саксонське герцогство — Герман Біллунг, герцог (936–973)
- Швабське герцогство — Бурхард III, герцог (954–973)
- Іврейська марка — Адалберт II, маркграф (965–970); Конрад (970 — бл. 990)
- Лужицька (Саксонска Східна) марка — Одо I, маркграф (965–993)
- Мейсенська марка — Вігберт, маркграф (965–976)
- Північна марка — Дітріх фон Хальденслебен, маркграф (965–985)
- Сполето — Пандульф I Залізна Голова, герцог (967–981)
- Тосканська марка — Уго I, маркграф (962–1001)
- Чеське князівство — Болеслав II Благочестивий, князь (935–972)
- Штирія (Карантанська марка) — Маркварт, маркграф (970–1000)
- Лотарингія:
  - Верхня Лотарингія — Фрідріх (Феррі) I, віце-герцог (959–978)
  - Нижня Лотарингія — Ріхер, віце-герцог (968–973)
- Ено (Геннегау) — Ріхер, граф (964–973)
- Намюр (графство) — Роберт I, герцог (бл. 924 — бл. 974)
- Люксембург — Зіґфрід, граф (963–998)
- Голландське графство — Дірк II, граф (928/949–988)
- Бургундське королівство (Арелат) — Конрад I Тихий, король (937–993)
  - Прованське графство — Ротбальд II, герцог (бл. 966–993); Гійом I, герцог (бл. 966–993)

### ЦентральнатаСхідна Європа
- Болгарське царство — Борис II, цар (969–977)
- Польща — Мешко I, князь (960–992)
- Угорщина — Такшонь, князь (надьфейеделем) (955–972)
- Хорватія — Степан Држислав, король (969–997)
- Київська Русь — Святослав Ігоревич, князь (945–972)
- Волзька Булгарія — Таліб ібн Ахмад, хан (964 — 976)

### Іспанія,Португалія
- Арагон — Гарсія I Санчес, граф (943–970)
- Леон — Раміро III, король (966–984)
  - Кастилія — Фернан Гонсалес, граф (945–970); Гарсія Фернандес (970–995)
- Кордовський халіфат — Аль-Хакам II, халіф (961–976)
- Наварра (Памплона) — Гарсія I Санчес, король (925–970); Санчо II Абарка, король (970–994)
- Португалія — Гонсалу I Мендіш, граф (950–997)

### Італія
- Венеційська республіка — П'єтро IV Кандьяно, дож (959–976)
- Князівство Беневентське і Капуя — Ландульф IV, князь (968–981)
- Салерно — Гізульф I, князь (946–977)
- Неаполітанський дукат — Марин II, герцог (968–992)
- Папська держава — Іоанн XIII, папа римський (965–972)
- Сицилійський емірат — Абу'л-Касім Алі аль-Кальбі, емір (969–982)

### Візантійська імперія
- Візантійська імперія — Іоанн I Цимісхій, імператор (969–976)

## Азія

### Західна Азія
- Аббасидський халіфат — Абуль-Касим аль-Муті, халіф (946–974)
  - Буїди: Джибал — Рукн ад-Даула, емір (935–977); Керман і Фарс — Адуд ад-Даула, емір (949–983)
  - Хамданіди (Ірак, Сирія) — Адід ад-Даула, емір (Аль-Джазіра) (967–978); Саад ад-Даула (Алеппо), емір (967–991)
- Ємен:
  - Зіядіди — Абу'л-Яш Ісхак ібн Ібрагім, емір (904–981)
  - Яфуриди — Абдаллах ібн Кахтан ібн Мухаммад II, імам (963–997)
- Кавказ:
  - Абхазьке царство — Димитрій III, цар (967–975)
  - Вірменія (Анійське царство) — Ашот III Милостивий, цар (952–977)
  - Тао-Кларджеті  — Баграт II Регвені, цар (958–994)
  - Кахетія — Квіріке II, князь (929–976)
  - Тбіліський емірат — Джаффар II бен Мансур, емір (952–981)

### Центральна Азія
- Персія:
  - Зіяриди — Захір ад-Даула Бісутун ібн Вушмгір, емір (967–977)
  - Табаристан — Дара, іспахбад (965–985)
- Середня Азія:
  - Саманідська держава (Бухара) — Мансур I ібн Нух, емір (961–976)
  - Караханідська держава — Сулейман ібн Абд ал-Карім Арслан-хан, хан (958–970); Алі Арслан-хан, хан (970–998) і Гарун Богра-хан, хан (970–993)

### Південна Азія
- Індія:
  - Венгі— Східні Чалук'я — Амма (Аммараджа) II, магараджа (947–970); Данарнава (970–973)
  - Гуджара-Пратіхари — Віджаяпала, магараджа (956–989)
  - Західні Ганги — Марасімха II Сатьявакья, магараджа (963–975)
  - Імперія Пала — Віграхапала II, магараджа (960–988)
  - Кашмір — Абхіманья, магараджа (958–972)
  - Парамара (Малава) — Коттіга Амогаварша, магараджа (948–974)
  - Раштракути — Кхоттіга, магараджахіраджа (967–972)
  - Харікела (династія Чандра) — Шрічандра, магараджахіраджа (930–975)
  - Чола — Парантака Чола II, магараджа (957–970); Уттама Чола, магараджа (970–985)
  - Ядави (Сеунадеша) — Вадугі I, магараджа (950–970); Дхадіяппа II (970–985)

### Південно-Східна Азія
- Кхмерська імперія — Джаяварман V, імператор (968–1001)
- Бан Пха Лао (Чиангсен) — Кхун Лао Кін (966–986)
- Мианг Сва — Кхун Кхоа (бл. 960–980)
- Далі (держава) — Дуань Сушунь, король (968–985)
- Паган — Наун-у Сорехан, король (956–1001)
- Чампа — Парамесвараварман I, князь (965–982)
- Індонезія:
  - Матарам — Шрі Ісіяна Тунггавійя, шрі-магараджа (947–985)
  - Сунда — Прабу Мундінг Ганавірія, король (964–973)
  - Шривіджая — Шрі Удаядітіаварман, шрі-магараджа (бл. 960 — бл. 980)

### Східна Азія
- Японія — Ен'ю, імператор (969–984)
- Китай (Епоха п'яти династій і десяти царств):
  - У Юе — Цянь Чу, король (948–978)
  - Південна Тан — Лі Юй, імператор (961–976)
  - Південна Хань — Хоу-чжу (Лю Чан), імператор (958–971)
  - Північна Хань — Лю Цзиюань, імператор (968–979)
  - Сун — Тай-цзу (Чжао Куан'їнь), імператор (960–976)
- Корея:
  - Корьо — Чонджон, ван (949–975)
  - Дундань — Єлюй Сянь, імператор (959—982)

## Африка
- Аксум (Ефіопія) — Іан Сеюм, імператор (959–999)
- Імперія Гао — Нгару Нга Дам, дья (бл. 940 — бл. 970); Нін Тафай, дья (бл. 970 — бл. 990)
- Фатімідський халіфат — Аль-Муїзз Лідініллах, халіф (953–975)
- Магриб — Хасан ібн Касим, халіф (954–974, 975–985)
- Некор — Юртум ібн Ахмад, емір (947–970)
- Канем — Хайома, маї (961–1019)